# Hieracium atrihaegerstroemi
Hieracium atrihaegerstroemi es una especie de planta con flor del género Hieracium, de la familia Asteraceae, orden Asterales.

## Distribución
Hieracium atrihaegerstroemi se distribuye por Noruega.

## Taxonomía
Fue descrita científicamente por Notø. Fue publicada en Tromsø Mus. Aarsheft. 1908-09, 31-32: 37.